# Mary Pope Osborne
Pour les articles homonymes, voir Osborne.
Mary Pope Osborne, née le 20 mai 1949, est une auteur américaine de romans pour la jeunesse.
Elle a une sœur, Natalie Pope Boyce, qui l'a aidée à faire Les Carnets de la cabane magique.

## Œuvre
Elle a écrit plus de quarante livres pour la jeunesse récompensés par de nombreux prix. Elle vit à New York avec son mari, Will et Bailey, un petit terrier à poils longs. Tous trois aiment retrouver le calme de la nature dans leur chalet en Pennsylvanie.
Elle est la créatrice des romans La Cabane magique et de la série documentaire Les Carnets de la cabane magique.
Plusieurs de ses romans ont été traduits par Marie-Hélène Delval.